# Q*bert

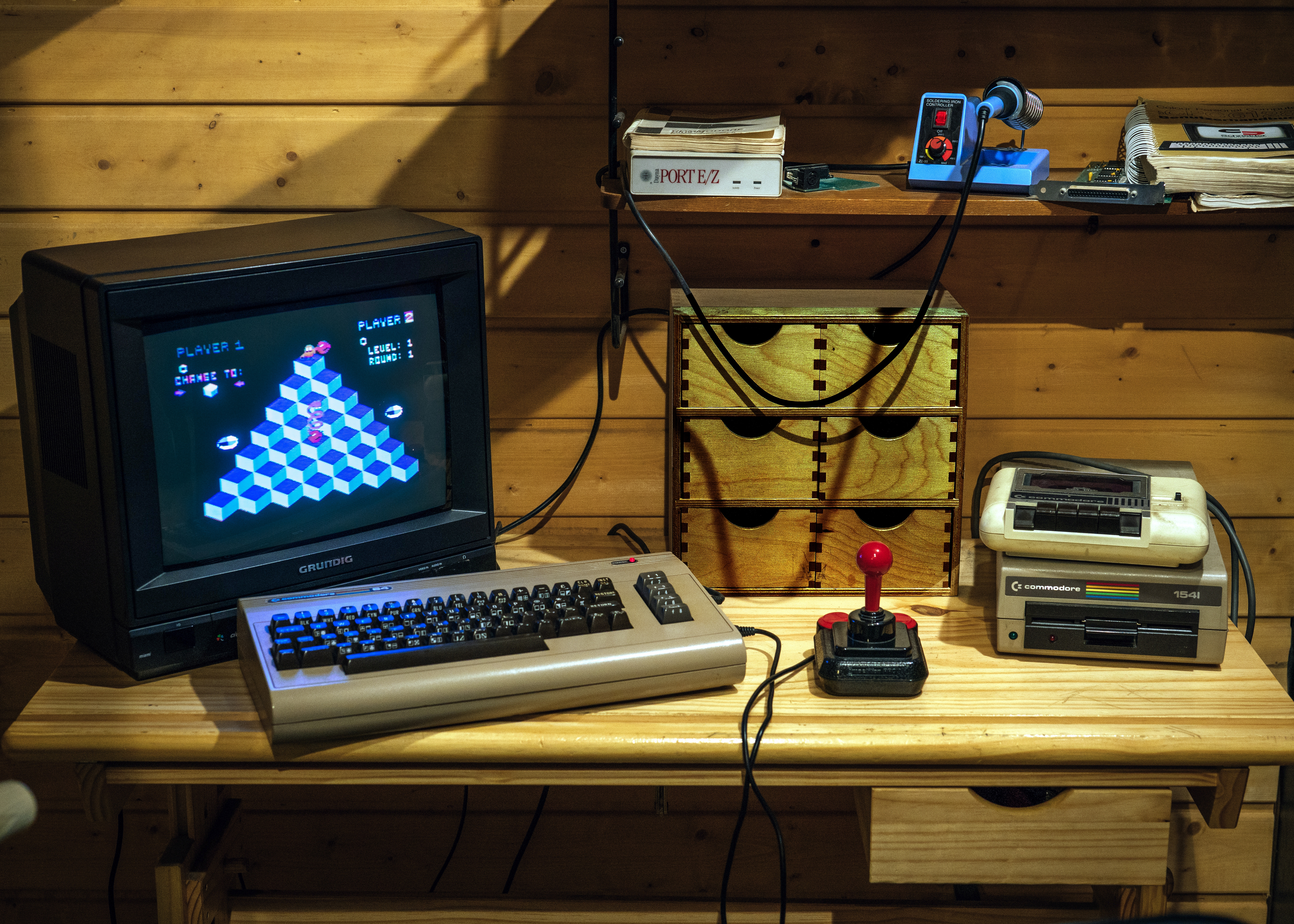
O jogo Q*bert num Comodore 64

Q*bert é um jogo de arcade desenvolvido e publicado pela Gottlieb em 1982. É um jogo de ação em 2D com elementos de quebra-cabeça, que usa gráficos "isométricos" que criam um efeito pseudo-3D e serve como o precursor dos jogos em plataforma isométricos. O objetivo do jogo é mudar a cor de cada bloco da pirâmide fazendo o personagem da tela pular desde o topo desviando dos inimigos e obstáculos. O jogador usa o joystick para controlar o personagem.
O jogo foi concebido por Warren Davis e Jeff Lee. Jeff desenhou o personagem título e o conceito original, enquanto foi desenvolvido e finalizado por Warren. Originalmente foram escolhidos três nomes para o jogo durante seu desenvolvimento, foram eles Cubes, Snots And Boogers e @!#?@!.
O personagem teve seu próprio desenho animado nos anos 80, como um dos segmentos do programa Saturday Supercade. Além disso fez participações especiais nos filmes Detona Ralph de 2012 e Pixels de 2015. Atualmente a franquia pertence a Sony Pictures Entertainment.